# Georgi Sviridenko
Georgi Sviridenko (* 3. Dezember 1962 in Minsk) ist ein aus Belarus stammender Handballspieler und Handballtrainer.

## Spielerkarriere
Der 1,85 Meter große Diplomsportlehrer spielte Handball bei den Vereinen SKA Minsk (1981–1990), CUS Palermo (1991–1993) und SV Blau-Weiß Spandau (1993–1995). Mit Minsk wurde er mehrfach sowjetischer Meister und gewann den Europapokal der Landesmeister 1987, 1989 und 1990 sowie den Europapokal der Pokalsieger 1983 und 1988.
Sviridenko bestritt 132 Länderspiele für die sowjetische Nationalmannschaft und vier für die belarussische Nationalmannschaft. Zu seinen Erfolgen zählen der Junioren-Weltmeistertitel 1983, der Olympiasieg 1988 und die Vize-Weltmeisterschaft 1990.

## Trainerkarriere
Als Handballtrainer betreute er die Juniorenauswahl Belarus’, SKA Minsk (1995–1996), SV BW Spandau (1996–2000), TV Grambke Bremen (2000–2003), Füchse Berlin, die Jugendauswahl Berlin, den Dessau-Roßlauer HV, die HSG Düsseldorf und ab Juli 2008 die belarussische Nationalmannschaft, bei der er schon seit Februar 2008 als Trainerassistent tätig war. Im Juli 2009 wurde er als Nationaltrainer von Juri Schewzow abgelöst. Nach der Saison 2009/10 bei der HSG Düsseldorf wechselte er zum HSC 2000 Coburg. Ab der Saison 2011/12 trainierte Sviridenko den Drittligisten Dessau-Roßlauer HV, bei dem er bereits bis 2007 tätig war. Sein Vertrag wurde in Dessau am Saisonende 2012/2013 nicht verlängert. 2013 trainierte er die U23-Mannschaft des VfL Gummersbach, seit Sommer 2015 die zweite Mannschaft der MT Melsungen.

## Privates
Georgi Sviridenko ist verheiratet und hat zwei Töchter. Seine Tochter Alexandra spielt Handball beim Zweitligisten BVB Füchse Berlin.